# Mortal Kombat (jogo eletrônico de 1992)
Mortal Kombat é um jogo eletrônico de luta de 1992 desenvolvido e publicado pela Midway para os arcades. É a primeira entrada da série Mortal Kombat e foi posteriormente lançado pela Acclaim Entertainment para quase todas as plataformas domésticas da época. O jogo se concentra em vários personagens de várias intenções que entram em um torneio de artes marciais com consequências mundanas. 
O jogo introduziu muitos aspectos-chave da série Mortal Kombat, incluindo o esquema exclusivo de controle de cinco botões e movimentos sangrentos de finalização chamados Fatalities.
Mortal Kombat é considerado um dos maiores videogames já feitos pela crítica. Ele gerou inúmeras sequências e spin-offs, começando com Mortal Kombat II em 1993. Ambos os jogos foram objeto de uma adaptação cinematográfica em 1995. No entanto, também gerou muita controvérsia por sua representação de extrema violência usando gráficos digitalizados realistas e, junto com os lançamentos caseiros de Night Trap e Lethal Enforcers, levou à formação da Entertainment Software Rating Board (ESRB), uma organização apoiada pelo governo dos Estados Unidos que define classificações de descritores para videogames, após as audiências do Senado sobre jogos eletrônicos.

## Jogabilidade

Imagem mostrando um combate entre Johnny Cage e Raiden.

Mortal Kombat é um jogo de luta em que os jogadores batalhavam entre si em partidas. O lutador que drenar completamente barra de saúde do oponente primeiro ganha a rodada, e o primeiro a ganhar dois rounds ganha a luta. Cada rodada é cronometrada; se ambos os lutadores ainda conter saúde restando quando o tempo se esgotar, aquele com mais saúde ganha a rodada.
Os jogadores selecionam um dos sete personagens disponíveis. Considerando outros jogos de luta na época que apresentavam diferenças consideráveis em vários aspectos entre os personagens, tais como: velocidade, altura, ataques, força, saltos e outros, entretanto, os personagens jogáveis em Mortal Kombat são praticamente idênticos uns aos outros com apenas diferenças mínimas em sua faixa de alcance e velocidade de seus movimentos. O jogo também distinguiu-se de outros jogos de luta da época com o seu esquema de controle único. Os controles consistem em cinco botões dispostos em um padrão de "X": dois botões para socos, baixos e altos e dois botões para pontapés além de um botão centralizado para bloqueio, bem como um joystick de oito vias. Os ataques podem variar dependendo da distância do oponente. Todos os personagens dos jogadores têm um conjunto compartilhado de ataques realizados mantendo o joystick em várias direções, como a varredura de perna e um uppercut; este último ataque consiste em bater no inimigo lançando ele para alto causando uma grande quantidade de danos.
 Mortal Kombat  também contou com maneiras originais em que ser realizar movimentos especiais. Foi o primeiro jogo a introduzir movimentos especiais realizados exclusivamente usando o joystick. A maioria dos movimentos especiais são realizados tocando no joystick, algumas vezes, terminando pressionando um botão. Ao contrário de jogos de luta anteriores, alguns movimentos necessita de um movimento circular no joystick. Co-criador Ed Boon mais tarde disse, "Desde o início, uma das coisas que nos separa de outros jogos de luta são os loucos movimentos que colocamos nesse, como bolas de fogo e toda os movimentos mágicos, por assim dizer. Outra das inovações do jogo foi o Fatality, um movimento de encerramento executado contra os adversários derrotados para matá-los de uma forma horrível.

## Personagens

### Jogáveis
- Liu Kang (Ho-Sung Pak), um monge Shaolin.
- Johnny Cage (Daniel Pesina), um ator americano de filmes de artes marciais.
- Sonya Blade (Elizabeth Malecki), uma combatente das Forças Especiais do Exército dos Estados Unidos.
- Kano (Richard Divizio), um criminoso com olho robótico.
- Raiden (Carlos Pesina), o deus do trovão.
- Sub-Zero (Daniel Pesina), um ninja com poderes congelantes.
- Scorpion (Daniel Pesina), um espectro ninja.

### Secreto
- Reptile (Daniel Pesina), um ninja.
- Ermac um ninja, aparecia por um error macro do arcade.

### Sub-chefe
- Goro, um gigante de quatro braços.

### Chefe
- Shang Tsung (Ho-Sung Pak), um feiticeiro capaz de replicar os ataques dos adversário.

## História
O torneio Shaolin de artes marciais foi por muito tempo uma competição de honra e glória. Guerreiros de todas as partes do mundo eram convidados a participar. Shang Tsung era um desses guerreiros. Quando ele entrou no torneio, imediatamente ganhou o título de Grande Campeão. Sem o conhecimento do Monge Shaolin, que era o anfitrião do torneio, cada vitória de Shang Tsung lhe dava um poder sombrio e destrutivo. Shang Tsung era amaldiçoado por seus deuses e para agrada-los, precisava não somente tirar a vida do oponente, mas também a sua alma, tornando-se um feiticeiro metamorfo e perverso.
Através deste ritual, Shang Tsung pôde manter a sua juventude. Até a chegada do Grande Kung Lao, um poderoso e nobre guerreiro Shaolin. Sua força e velocidade provaram ser muito para o confiante Shang Tsung. O Grande Kung Lao ganhou a luta e o título de Grande Campeão que Shang Tsung tão desesperadamente possuía. Anos depois, após a misteriosa morte de um dos três Grand-master, Shang Tsung retornou, misteriosamente envelhecido e enfraquecido por suas derrotas e por falhar em seus rituais. Shang Tsung trouxe um ser metade humano e metade dragão, um Shokan de quatro braços conhecido como Goro. Ele enfrentou o Grande Kung Lao, mas apesar de Kung Lao ter lutado bravamente, Goro provou ser melhor e o derrotou, culminando em sua morte. Shang Tsung absorveu a alma de Kung Lao que só seria libertada muito tempo depois. Para esse torneio antigo sua vitória marcou o fim de uma era...
Agora, 500 anos se passaram depois da vitória de Goro e a morte do grande Kung Lao, Goro já acumulou nove vitórias seguidas faltando apenas uma vitória para Shang Tsung conquistar o reino da terra e entregar a humanidade como prêmio ao seu imperador em um sombrio e macabro reino conhecido como Outworld (Exoterra).
Para isso, o Templo da Ordem da Luz treinou desde criança o monge Liu Kang. O grande lutador cresceu de modo promissor, e todos acreditavam que ele era a esperança de salvação da Terra. Seu grandmaster Bo' Rai Cho o ensinou nas melhores práticas das artes marciais. Tendo a alma protegida pelo lendário deus do trovão, Raiden. Liu Kang aguarda para se encontrar com o poderoso guerreiro e feiticeiro Shang Tsung e assim conseguir salvar a Terra neste último torneio.
Pouco tempo antes do torneio, uma tenente das Forças Especiais dos EUA, Sonya Blade, é levada a investigar o paradeiro do líder mercenário Kano. Ela descobre que ele foi convidado a particiar de um remoto torneio shaolin em uma distante ilha. Motivada pela justiça, Sonya parte sozinha para o Mortal Kombat sem saber que na verdade era uma emboscada de Shang Tsung.
Ainda na América, o agente do ator de filmes de ação Johnny Cage recebe um misterioso convite para que seu cliente participe de um torneio shaolin em uma ilha. Crendo na possibilidade de aumentar sua popularidade, que já estava negativa, Cage aceita o convite feito pelo próprio Shang Tsung em troca de visibilidade caso se tornasse o grande campeão. Desprovido das verdadeiras intenções do feiticeiro, Cage mal sabia que na verdade suas chances de sair vivo da ilha eram quase nulas.
Utilizando ao seu favor, uma rixa antiga entre os clãs do falecido Hanzo Hasashi (Shirai Ryu) e Bi-Han (Lin Kuei), Shang Tsung convida Bi-Han (Sub-Zero) caso ele o ajudasse a derrotar a Terra no Mortal Kombat. O espectro de Hanzo, agora conhecido como Scorpion, ressurge das profundezas do submundo em busca de vingança pelo seu falecido clã.

## Desenvolvimento
Em 1991, a Midway Games pediu ao programador Ed Boon e o artista John Tobias para fazer um "jogo de combate" para ser lançado no próximo ano. Ambos decidiram por realizar um velho sonho de um jogo similar a Karate Champ, mas com gráficos grandes e digitalizados, e recrutaram para o projeto o artista John Vogel e o sonoplasta Dan Forden. Sua ideia de um jogo com tema de ninjas foi inicialmente rejeitada pela Midway para esta sugerir  um jogo de ação baseado no vindouro filme Universal Soldier, contando com uma versão digitalizada do astro Jean-Claude Van Damme, e a equipe chegou a fazer um teste de vídeo com imagens de Van Damme em Bloodsport, mas o ator rejeitou. Van Damme então seria parodiado no primeiro personagem idealizado por Tobias, um ator de filmes de artes marciais que seria batizado Johnny Cage e teria inclusive um golpe inspirado em Bloodsport, socando a virilha do adversário. Após voltarem para o conceito inicial, a equipe passou a buscar especialistas em luta. Tobias chamou seu amigo praticante de artes marciais Daniel Pesina, que então trouxe seu irmão Carlos e o amigo Richard Divizio. As imagens para digitalizar seriam registradas na câmera Hi-8 de Tobias.
Boon declarou que queriam fazer o jogo se destacar através de "golpes malucos, como bolas de fogos e movimentos mágicos", e ao longo do desenvolvimento também levou a uma escalada na violência. As Finalizações em particular evoluíram de um elemento de outros jogos de luta, onde personagens ficavam tontos após determinados golpes, para que isso acontecesse só com a batalha já concluída. Após cinco meses, uma versão de teste contando com seis personagens masculinos ficou pronta, se tornando popular nos escritórios da Midway e ganhando ao time mais tempo para desenvolvimento e a adição de uma personagem feminina, Sonya. Sua intérprete, Liz Malecki, trabalhava na mesma academia que os Pesina ensinavam artes marciais dando aulas de ginástica. O arcade teria 8 megabytes de gráficos, com cada personagem tendo 64 cores e mais de 300 quadros de animação.

## Consoles
Depois de fazer muito sucesso nos fliperamas, Mortal Kombat fora lançado para consoles pela Acclaim, sob pesado marketing, incluindo dublar o lançamento "Mortal Monday" (Segunda-Feira Mortal).
Versões para consoles caseiros:
- Super Nintendo (1993) - Desenvolvida pela Sculptured Software, era censurada e menos violenta para se acomodar às restrições de conteúdo impostas pela Nintendo, substituindo sangue por suor e modificando fatalities.[19]
- Sega Mega Drive (1993) - Desenvolvido pela Probe Entertainment, tinha censura, mas com a ativação de um código era possível liberar todo o sangue e os fatalities. Por conter toda a violência do arcade, acabou por vender mais que a do SNES.[19]
- Sega CD (1993) - Versão praticamente idêntica a do Mega Drive, com melhoria discreta em cores e novas frames, alem de sons e vozes extraídas da versão original Arcade, continha também um video do comercial do "Mortal Monday", porém essa versão do jogo sofria com os tempos de carregamento.[20]
- Sega Master System (1993) - Apesar de gráficos fieis ao arcade e a mesma violência, os movimentos eram pouco fluidos e Kano ficou de fora.[21]
- Sega Game Gear (1993) - Quase igual a versão de Master System, mas com melhores gráficos e tamanho menor.[22]
- Game Boy (1993) - A jogabilidade é lenta e restrita pela falta de botões do console, e não conta com o sangue. Goro é jogável, mas Johnny Cage e Reptile foram cortados.[23]
- DOS (1993) - A versão para PC era a mais parecida com a dos arcades.[24]
- Amiga (1993) - Não é censurada, tem gráficos quase iguais a do Mega Drive e extensos tempos de carregamento entre lutas.[24]
- PlayStation 2 e Xbox (2004) - Uma edição de colecionador de Mortal Kombat: Deception inclui um DVD de bônus que contava com uma conversão do primeiro Mortal Kombat.[25]

Mortal Kombat também foi incluído junto de suas duas primeiras continuações nas compilações de 2006 Midway Arcade Treasures: Extended Play para PlayStation Portable e  Midway Arcade Treasures Deluxe Edition para Microsoft Windows, e em Mortal Kombat: Arcade Kollection de 2011 para PlayStation 3, Xbox 360, e Windows, que começou como um remake da trilogia com gráficos aperfeiçoados que após seu cancelamento se tornou uma simples conversão dos arcades.